# Маркин, Сергей Степанович
Серге́й Степа́нович Ма́ркин (18 июня 1918 — 13 мая 1977) — советский офицер, участник Великой Отечественной войны, военный лётчик, Герой Советского Союза (5.11.1944).

## Биография
Родился 18 июня 1918 года в деревне Белколодезь Венёвского уезда Тульской губернии (ныне Новомосковский район Тульской области) в семье крестьянина. Русский. Окончив 8 классов, переехал в Сталиногорск, где работал слесарем-сантехником и окончил сталиногорский аэроклуб.
В 1939 году призван в ряды РККА и направлен в Балашовскую военную авиационную школу пилотов, которую окончил в 1940 году.
К августу 1944 года командир авиационного звена 5-го гвардейского авиационного полка (50-я авиационная дивизия, 6-й авиационный корпус дальнего действия) гвардии капитан С. С. Маркин совершил 314 успешных боевых вылетов на бомбардировку военно-промышленных объектов в глубоком тылу противника, скоплений его войск, нанеся значительный урон в живой силе и боевой технике, разбрасывал листовки над оккупированной территорией и передним краем вражеской обороны.
В июне 1944 года принимал участие в Белорусской наступательной операции советских войск в районе городов Орша и Бобруйск.
Указом Президиума Верховного Совета СССР от 5 ноября 1944 года «за образцовое выполнение боевых заданий командования на фронте борьбы с немецко-фашистскими захватчиками и проявленные при этом мужество и героизм» гвардии капитану Маркину Сергею Степановичу присвоено звание Героя Советского Союза с вручением ордена Ленина и медали «Золотая Звезда» (№ 5307).
К концу войны заместитель командира авиационной эскадрильи С. С. Маркин совершил 360 успешных боевых вылетов, сбросив 342 тонны бомб на военно-промышленные объекты, скопления живой силы и боевой техники противника.
После войны продолжал службу в ВВС. С 1956 года майор С. С. Маркин — в запасе.
Жил и работал в городе Минске. Умер 13 мая 1977 года.

## Награды и звания
- Герой Советского Союза (5 ноября 1944, медаль «Золотая Звезда» № 5307);
- орден Ленина (5 ноября 1944);
- три ордена Красного Знамени;
- орден Отечественной войны I степени;
- орден Красной Звезды;
- медали.

## Память

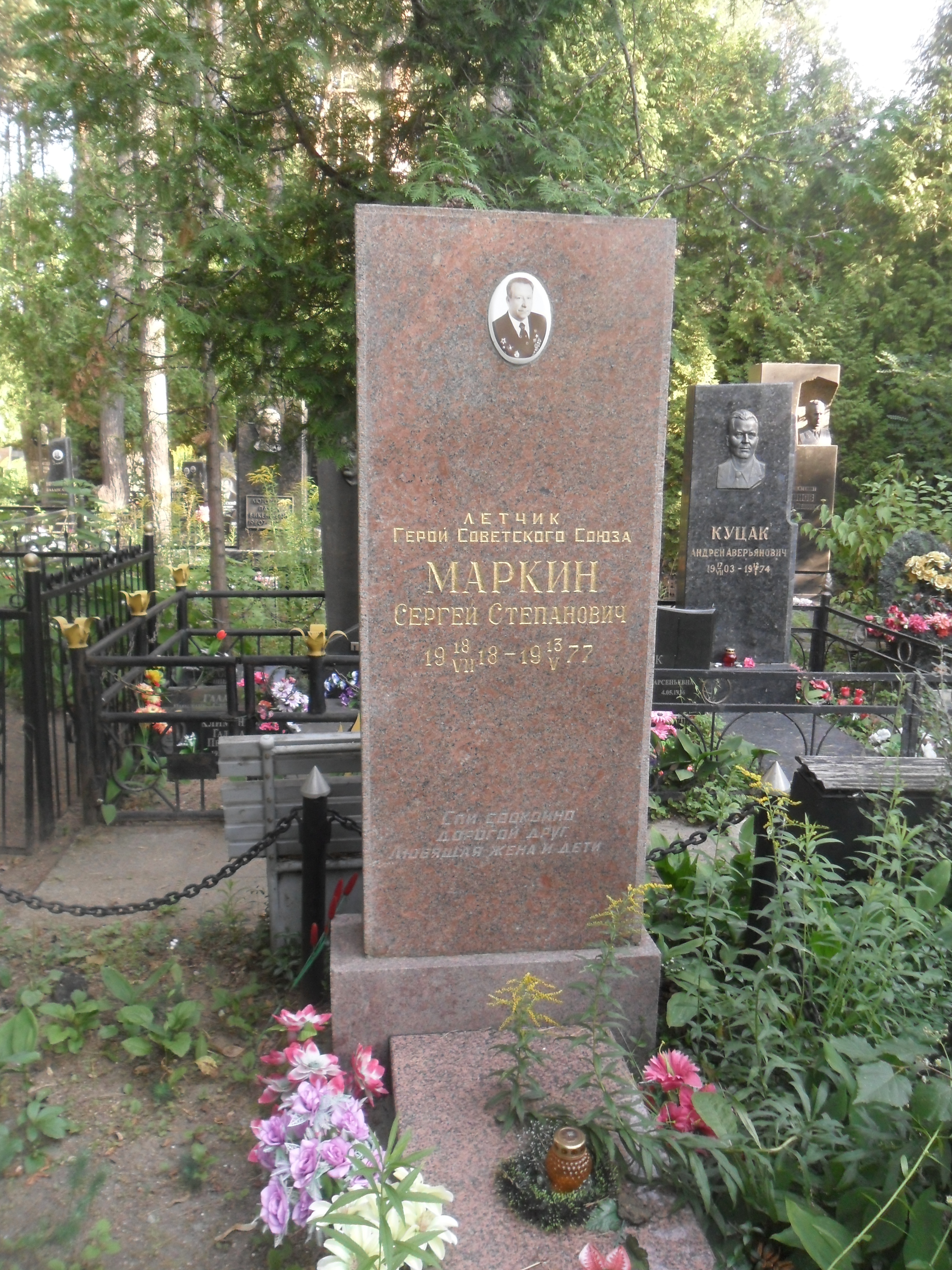
Могила Маркина на Восточном кладбище Минска.

Похоронен в Минске на Восточном («Московском») кладбище (участок № 26).